# 田丸站
田丸站（日语：／ Tamaru eki */?）是位於三重縣度會郡玉城町佐田，東海旅客鐵道（JR東海）的參宮線車站。
快速「三重」原則上通過此站，但是於參宮線內各站停車、夜間以伊勢市作為起終點站，以及前往名古屋的「三重」2號和4號均停靠此站。

## 歷史
- 1893年（明治26年）12月31日 - 參宮鐵道津至相可（現時：多氣）至宮川之間開通，此站啟用[1]。
- 1907年（明治40年）10月1日 - 參宮鐵道國有化（日语：鉄道国有法）[1]。
- 1909年（明治42年）10月12日 - 制定路線名稱，此站成為參宮線的車站[1]。
- 1912年（大正元年）頃 - 現時的車站大樓（木製建築物）完成[2]。
- 1983年（昭和58年）
  - 1月 - 設置跨線橋，同年1月19日起開始使用[3]。
  - 12月21日 - 終止行李起卸業務[4]。
- 1987年（昭和62年）4月1日 - 伴隨國鐵分割民營化，車站由東海旅客鐵道（JR東海）營運[1]。
- 2012年（平成24年）10月1日 - 成為無人車站[5][6]。

## 車站構造
車站是一座地面車站，設有2面2線的相對式月台。兩月台之間設有跨線橋連接。2號月台是本線以及為一線通過之構造。通過此站的快速列車（上下行）會使用2號月台。在一段時期，上下行停站列車會使用2號月台，除了與通過列車進行交會，月台停靠的列車設有方向性（與通過列車進行列車交會時，上下行線會使用1號月台）。
2號月台南邊設有迴旋路，但是該處沒有出入口，不可進出月台。
此站是由多氣站管理的無人車站。曾經此站是業務委託車站，委托東海交通事業負責車站業務，當時還有JR全線售票處，後來於2012年10月1日成為無人車站。

### 月台
| 月台 | 路線    | 上下行 | 方向             | 備註                  |
| ---- | ------- | ------ | ---------------- | --------------------- |
| 1    | ■參宮線 | 下行   | 伊勢市、鳥羽方向 |                       |
| 2    | ■參宮線 | 上行   | 松阪、名古屋方向 | 部分列車於1號月台出發 |

## 利用狀況
根據「三重縣統計書」，以下為1日平均乘車人次列表：
| 年度   | 1日平均 乘車人次 |
| ------ | ---------------- |
| 1998年 | 698              |
| 1999年 | 704              |
| 2000年 | 710              |
| 2001年 | 677              |
| 2002年 | 646              |
| 2003年 | 627              |
| 2004年 | 599              |
| 2005年 | 583              |
| 2006年 | 570              |
| 2007年 | 552              |
| 2008年 | 548              |
| 2009年 | 551              |
| 2010年 | 558              |
| 2011年 | 567              |
| 2012年 | 518              |
| 2013年 | 529              |
| 2014年 | 525              |
| 2015年 | 550              |
| 2016年 | 565              |
| 2017年 | 559              |
| 2018年 | 551              |
| 2019年 | 550              |

## 車站周邊
由北畠氏建造的田丸城遺蹟，以及朝日新聞的始創人村山龍平的展品於村山龍平紀念館展出。
- 玉城町公所
- 玉城町國民健康保險玉城醫院（日语：玉城町国民健康保険玉城病院）
- 伊勢市消防署玉城出張所
- 玉城町立玉城中學（日语：玉城町立玉城中学校）
- 玉城町立田丸小學
- 玉城町立田丸保育所
- 伊勢農協（日语：伊勢農業協同組合）玉城分店
- 玉城郵局
- A Coop（日语：Aコープ）玉城店
- 城廣場（舊田丸小學） - 日本國鐵C58形蒸氣機車（日语：国鉄C58形蒸気機関車）（C58 414）於該處靜態保存[1]。
- 狹田國生神社（日语：狭田国生神社）
- 坂手國生神社（日语：坂手国生神社）
- 鴨下神社（日语：鴨下神社）
- 小社神社（日语：小社神社）
- 三重縣道530號田丸停車場齋明線（日语：三重県道530号田丸停車場斎明線）

## 巴士路線
三交伊勢志摩交通
- 23系統 玉城町公所
- 23系統 伊勢市站前

## 其他
- 由小津安二郎監督的電影《浮草（日语：浮草 (映画)）》之最後一幕於此站取景。

## 相鄰車站
東海旅客鐵道（JR東海）
參宮線
部分快速「三重」停車站
外城田－田丸－宮川

## 注腳
1. 1 2 3 4 5 6  曾根悟（監修）. 朝日新聞出版分冊百科編集部（編集） , 编. . 週刊朝日百科. 25号 紀勢本線・参宮線・名松線. 朝日新聞出版. 2010-01-10: 24-25 （日语）.
2. ↑  . 中日新聞 朝刊 広域三重. 2010-06-17: 21 （日语）.
3. ↑  . 中日新聞 朝刊 伊勢志摩版. 1983-01-18: 12 （日语）.
4. ↑  「天王寺鉄管局、紀勢線と参宮線の駅業務を大幅削減へ」日本經濟新聞1983年6月29日付，地方經濟面中部7頁
5. ↑  JR東海 5駅の業務委託解消（無人化）を計画 （页面存档备份，存于）（日語） - 國鐵勞動組合名古屋地方總部 話題 2012年06月01日
6. ↑  各地で駅無人化反対など、サービス改善で宣伝と要請行動 （页面存档备份，存于）（日語） - 國鐵勞動組合名古屋地方總部 話題 2012年08月23日
7. 1 2  參照車站內的時間表標示。詳情參見JR東海官方網站中各站的時間表 （页面存档备份，存于）（截至2015年1月）。
8. ↑  三重県統計書 （页面存档备份，存于） - 三重県